# 七家子镇 (昌图县)
七家子镇，是中华人民共和国辽宁省铁岭市昌图县下辖的一个乡镇级行政单位。

## 行政区划
七家子镇下辖以下地区：
向阳社区、敖家村、葛家村、七家子村、卧龙村、红旗村、顺山村、杏山村、榆树村、二河村和八里村。